# スクラマサクス

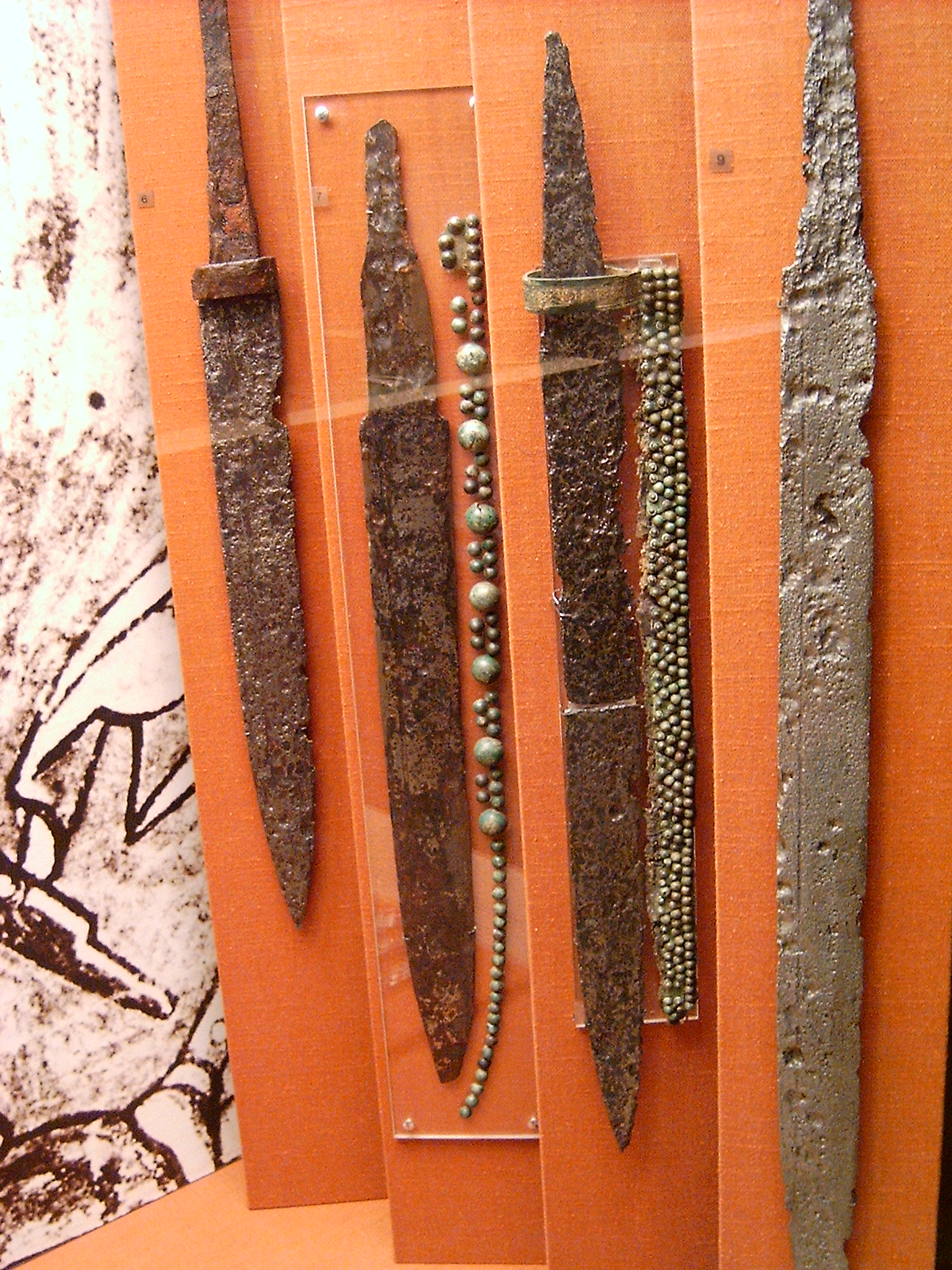
メロヴィング朝のサクス

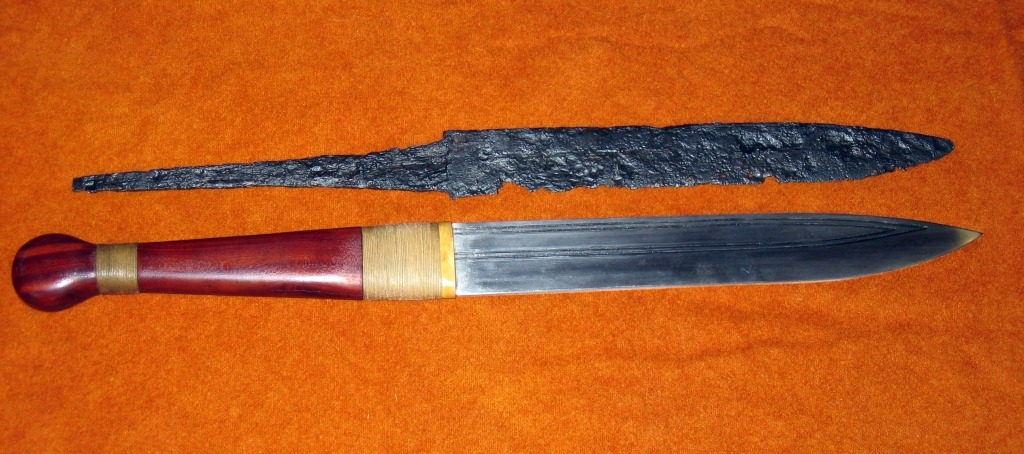
サクス（上）と複製（下）

スクラマサクス（古英語：scramasaxまたはscramaseax）は刀剣の一種。ヨーロッパの片刃の直刀で、肉切り包丁や鉈に似た外見を持つ。
紀元前には既に原型が出来ており、4世紀-11世紀にかけて使われた。
スクラマサクスとは、サクス（全長40センチ前後）の中でも特に長い物を示す名前で、戦争用武器として用いられた。
スクラマは「深い切り傷を負わせる」、サクスはナイフか刃を示す「sahs」という古高ドイツ語から来ている。
アングロ・サクソン人、サクソン人という呼び名はこのサクスに由来する。
この武器はサクソン人のみならず、イタリアのランゴバルド人を始めとする古代から中世初期のヨーロッパ中のゲルマン人諸族にとって、戦士の最後の武器、時にはその地位を示す物として携帯された。